# Josef Krieger
Josef Krieger, né le 10 mars 1848 à Salzbourg et mort le 10 mars 1914 à Zurich, est un peintre panoramiste autrichien.

## Vie et œuvre
Après une formation à l'Académie des Beaux-Arts de Vienne, Krieger vit et travaille dans le nord de l'Allemagne. En 1878, il participe avec succès à la grande exposition d'art de Lübeck.
En 1882, il travaille avec Louis Braun sur le panorama de la Bataille de Weissenburg.
En 1885-86 avec Karl Hubert Frosch, Josef Block et Johann Adalbert Heine, il devient l'assistant du peintre munichois Bruno Piglhein et l'aide à achever son tableau panoramique La Crucifixion du Christ. 
En 1887, Krieger entreprend un vaste voyage d'étude à travers la Norvège, pour préparer le Nordland Panorama créé à Berlin en 1888.
À partir de 1892, il participe, avec Karl Hubert Frosch, à la réalisation de cinq copies de la Crucifixion du Christ pour Einsiedeln, Stuttgart, Kevelaer, Kiev et Aix-la-Chapelle. 
En 1893-1894, il peint les ciels du panorama de la bataille de Morat sous la direction de Louis Braun.
En 1902, Krieger travaille comme assistant du peintre Gebhard Fugel et contribue à la réalisation de son Panorama de la Crucifixion du Christ à Altötting.
Josef Krieger meurt à Zurich le jour de son 66e anniversaire.